# Mindless Self Indulgence
Mindless Self Indulgence (kurz: MSI, dt. etwa Sinnlose Genusssucht oder auch Unbekümmerte Maßlosigkeit) ist eine US-amerikanische Punk-Band.

## Stil

### Musik
Die Musik von MSI wird von ihnen selbst als „Industrial Jungle Pussy Punk“ bezeichnet, wobei sich in der Musik Elemente aus Techno, Industrial Rock und Hip-Hop finden. Ihre Lieder setzen sich anfangs, auf dem Album Tight, vollständig aus Atari-Klängen zusammen, die mittlerweile ein fester Bestandteil ihrer Lieder geworden sind. Die Texte behandeln oftmals das Thema Homosexualität ziemlich direkt und stellen die Probleme der Gesellschaft auf harte Art und Weise dar (wie z. B. in den Songs Faggot, Kill The Rock und Masturbates).

### Auftritte

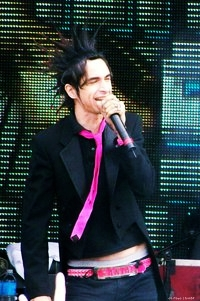
Jimmy Urine

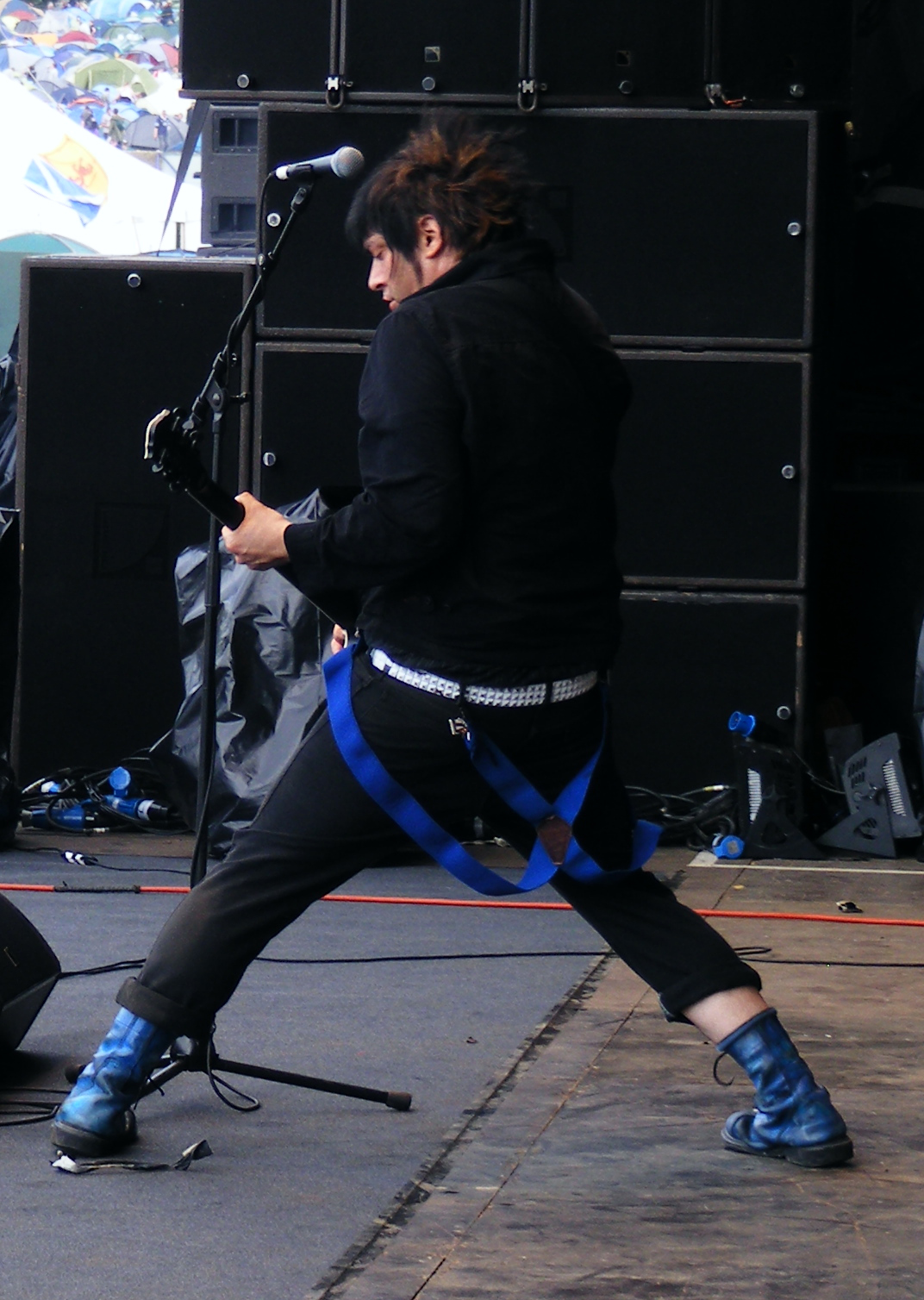
Steve, Righ?

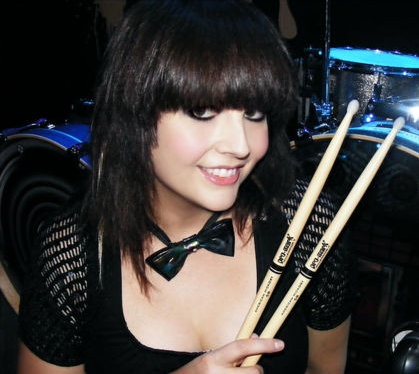
Kitty (Jennifer Dunn)

Mindless Self Indulgence treten mit auffälligen Outfits und Frisuren auf. Von den Fans werden sie vor allem wegen ihrer Auftritte verehrt, in denen MSI eine für Bands dieser Größe untypische Fannähe zeigen. So lässt sich Jimmy oftmals von der Bühnensecurity einzelne Fans aus der ersten Reihe zur Bühne hinauftragen um diese in Konversationen oder Gags zu verwickeln. Die Bassistin Lyn-Z praktiziert häufig Stagediving.

## Sonstiges
Jimmy Urine und Steve, Righ haben unter dem Namen The Left Rights ein Nebenprojekt gestartet, bei welchem sie sich mehr auf Electro-Elemente spezialisieren und am 9. November 2010 mit „Bad Choices Made Easy“ das zweite Studioalbum veröffentlichten.
Jimmy Urine war Synchronsprecher für eine Spielfigur aus dem 2012 erschienenen Spiel 'Lollipop Chainsaw'.

## Diskografie

### Alben/LPs
- 1999: Tight
- 2000: Frankenstein Girls Will Seem Strangely Sexy
- 2003: Alienating Our Audience [Live-Album]
- 2005: You’ll Rebel to Anything [Versionen: explicit, clean, extra heavy (vinyl), expanded & remastered (2007) expanded & remastered / Japan (2008)]
- 2008: If [Versionen: Deluxe Limited Edition, Standard Edition, Clean Radio Edition, Double Vinyl Edition, International Version, <3 (erschienen zum Valentinstag 2011)]
- 2011: Tighter [Remasterte Version von "Tight"]
- 2013: How I Learned to Stop Giving a Shit and Love Mindless Self Indulgence[2]
- 2015: PINK

### Singles/EPs
- 1995: Mindless Self-Indulgence (Frühes Soloprojekt des Sängers. Enthält einen Song mit Steve Righ? an der Gitarre)
- 1998: Bring the Pain/Tornado
- 2000: Bitches/Molly (Maxi-Single)
- 2001: Thank God (Promo-Single)
- 2003: Despierta Los Niños (EP)
- 2006: Straight to Video: The Remixes (Maxi-Single)
- 2006: Shut Me Up: The Remixes +3 (Maxi-Single)
- 2006: Another Mindless Rip Off (EP)
- 2008: Never Wanted to Dance: The Remixes
- 2008: On It (CD-Single Pre-Order)
- 2008: (It's 3AM) Issues (CD-Single Pre-Order)
- 2008: Pay for It (CD-Single Pre-Order)
- 2008: Mark David Chapman/Evening Wear
- 2011: Tighter

### Demos
- 1997: Crappy Little Demo (Songs 1–5 auf Tight und Frankenstein Girls Will Seem Strangely Sexy veröffentlicht)
- 1997: Mindless Self Indulgence (eventuell identisch mit der Mindless Self-Indulgence EP von 1995, oder eine längere Version des Crappy Little Demo)
- 1998: Pink (Song Make Me Cum veröffentlicht auf You'll Rebel to Anything (expanded & remastered))
- 2008: 3S/Lights Out (Demo)

### DVDs
- 2007: Our Pain Your Gain
- 2008: If (Deluxe Limited Edition) [CD LP inklusive Bonus DVD]